# (6085) Fraethi
(6085) Fraethi es un asteroide perteneciente al cinturón de asteroides, región del sistema solar que se encuentra entre las órbitas de Marte y Júpiter, más concretamente a la familia de Vesta, descubierto el 25 de septiembre de 1987 por Poul Jensen desde el Observatorio Brorfelde, Holbæk, Dinamarca.

## Designación y nombre
Designado provisionalmente como 1987 SN3. Fue nombrado Fraethi en homenaje a Frede Pedersen, padre de uno de los astrónomos del Observatorio Astronómico de Copenhague. Su nombre es originario del antiguo nombre nórdico "Fraethi", Frede en danés antiguo significa "paz".

## Características orbitales
Fraethi está situado a una distancia media del Sol de 2,306 ua, pudiendo alejarse hasta 2,624 ua y acercarse hasta 1,989 ua. Su excentricidad es 0,137 y la inclinación orbital 6,644 grados. Emplea 1279,87 días en completar una órbita alrededor del Sol.

## Características físicas
La magnitud absoluta de Fraethi es 14. Tiene 5,004 km de diámetro y su albedo se estima en 0,213. 